# Demon's Crest
Demon's Crest, conhecido no japão como Demon's Blazon, é um jogo de Super Nintendo, lançado em 1994, desenvolvido e produzido pela Capcom. O jogo é de plataforma, porém possui fortes elementos de RPG. Demon's Crest faz parte das séries: Gargoyle's Quest e Ghosts 'n Goblins.

## História
A série Demons Crest se passa em um mundo de lendas antigas, onde o planeta era dividido em dois reinos. Um era habitado por humanos, e o outro por demônios. Os jogos da série geralmente se passam no mundo humano, dessa vez porem o jogo se passa no mundo demônio e o jogador controla um anti-herói chamado Firebrand.
Tudo começa quando, inexplicavelmente, 6 emblemas mágicos (guardados pelos humanos) são de alguma maneira teleportados para o reino demônio. Cada um está relacionado a um elemento: água, terra, fogo, ar, tempo e paraíso. No mundo do jogo há o mito de que a pessoa que conseguir coletar e unir todos os emblemas obterá o Emblema do Infinito, que concede um poder ilimitado à mesma. Todos os demônios logo começam uma implacável busca atrás dos emblemas e logo o mundo demônio entra em guerra civil.
Durante a busca do mais cobiçado, o Emblema do Paraíso, Firebrand em um momento de descuido foi gravemente ferido pelo dragão demônio. Phalanx, um grande inimigo de Firebrand, se aproveitou do momento de fraqueza do personagem principal e roubou quase todos os emblemas que o mesmo havia coletado até o momento. Firebrand permaneceu somente com uma pequena parte do Emblema de Fogo, que durante a batalha foi estilhaçado. Firebrand então caiu no mesmo coliseu, onde anteriormente, ele havia enfrentado um dragão demônio (na série Gargoyle's Quest). O jogo então começa com o jogador sendo obrigado a enfrentar novamente o Dragão Demônio e fugir do coliseu atrás dos emblemas.

## Personagens
- Firebrand: o anti-herói protagonista e jogável.
- Phalanx: o inimigo principal de Red Arremer. O seu objetivo é capturar todos os emblemas e, com isso, conquistar o mundo dos demônios e o mundo dos humanos.
- Arma: um dos generais de Phalanx. O objetivo principal desta criatura é obter o Emblema de Fogo e matar Firebrand. No decorrer do jogo ocorrem vários confrontos com Arma.
- Dark Demon: um chefe especial do jogo que assume várias formas e só pode ser enfrentando após o jogador achar todos os itens possíveis do jogo. Muitos jogadores tiveram ou têm dificuldades de derrotar esse chefe.
- Trio the Pago: são três criaturas gordas, similares a porcos que são encontrados separadamente em alguns lugares do jogo. Ao encontrá-los O jogador pode jogar uma espécie de mini-game, coletando o maior número de crânios possível em um determinado tempo. Os níveis de dificuldade variam de um para o outro (fácil, médio e difícil).
- Sorcerer: é um vendedor encontrado em uma rede de lojas chamada "Arcano", especializadas em vender magias. Ao longo do jogo vende para Firebrand várias magias que podem variar de teletransporte ou até para eliminar um chefe mais fraco.
- Apothecary: Outro vendedor visto ao longo do jogo, esse pode ser encontrado em uma rede de lojas chamada "Lótus Negro", especializada em vender poções. Firebrand é capaz de comprar potes e pomadas dele de diferentes efeitos.
- Vagrant: é um demônio verde reside na cidade (segunda fase do jogo), e pode ser encontrado ao lado de um chafariz. Ele dá dicas ao Firebrand e o diálogo com o mesmo muda de acordo com o emblema que Firebrand usa no momento.

## Jogabilidade

### Modificações do personagem
Durante o jogo o jogador adquire cristais que concedem a Firebrand nova aparência, habilidade especial, e ataque padrão.
- O Emblema do Fogo não é selecionável, sendo a forma inicial de Firebrand, a qual ataca com simples bolas de fogo.
- O Emblema da Terra concede a habilidade especial de investida, permitindo quebrar certos pilares.
- O Emblema do Ar concede a habilidade de voar mais alto.
- O Emblema da Água possibilita sobreviver embaixo da água.
- O Emblema do Tempo concede um ataque normal mais poderoso e uma resistência maior a danos (repare que sua energia fica verde). É a segunda forma mais poderosa do jogo.
- O Emblema do Paraíso concede a forma mais poderosa, possuindo todas as habilidades e poderes dos emblemas anteriores, e permitindo ainda  carregar seu ataque normal para causar ainda mais dano (bastando segurar o botão de ataque). Você recebe esse emblema após derrotar a última forma de Phalanx tendo todos os itens coletados (com exceção do próprio Emblema do Paraíso, pois ele é conquistado após derrotar Phalanx). Assim, basta esperar pelos créditos e conferir o password que aparece após a tela "The End". Coloque-o para poder jogar com este emblema. Note também que ao iniciar este novo jogo, uma nova fase foi aberta no mapa, contendo o verdadeiro chefe final, com o verdadeiro final após a sua derrota.